# Соломонс (Меріленд)
Соломонс (англ. Solomons) — переписна місцевість (CDP) в США, в окрузі Калверт штату Меріленд. Населення — 2650 осіб (2020).

## Географія
Соломонс розташований за координатами 38°20′21″ пн. ш. 76°27′43″ зх. д. / 38.33917° пн. ш. 76.46194° зх. д. (38.339089, -76.461901).  За даними Бюро перепису населення США в 2010 році переписна місцевість мала площу 6,05 км², з яких 5,16 км² — суходіл та 0,89 км² — водойми.

## Демографія
Згідно з переписом 2010 року, у переписній місцевості мешкало 2368 осіб у 1217 домогосподарствах у складі 576 родин. Густота населення становила 392 особи/км².  Було 1531 помешкання (253/км²).
Расовий склад населення:
| - 89,2 % — білих - 7,0 % — чорних або афроамериканців - 1,6 % — азіатів - 0,1 % — корінних американців |

До двох чи більше рас належало 1,5 %. Частка іспаномовних становила 1,5 % від усіх жителів.
За віковим діапазоном населення розподілялося таким чином: 13,1 % — особи молодші 18 років, 46,7 % — особи у віці 18—64 років, 40,2 % — особи у віці 65 років та старші. Медіана віку мешканця становила 58,1 року. На 100 осіб жіночої статі у переписній місцевості припадало 77,4 чоловіків;  на 100 жінок у віці від 18 років та старших — 73,7 чоловіків також старших 18 років.
Середній дохід на одне домашнє господарство  становив 95 835 доларів США (медіана — 66 101), а середній дохід на одну сім'ю — 137 536 доларів (медіана — 83 839). За межею бідності перебувало 6,9 % осіб, у тому числі 0,0 % дітей у віці до 18 років та 6,5 % осіб у віці 65 років та старших.
Цивільне працевлаштоване населення становило 551 осіб. Основні галузі зайнятості: освіта, охорона здоров'я та соціальна допомога — 24,9 %, публічна адміністрація — 24,7 %, науковці, спеціалісти, менеджери — 18,7 %.